# Pogonodon
Pogonodon — род вымершего семейства кошкоподобных хищников нимравид, или «ложных саблезубых тигров». Существовали на Земле в олигоцене — миоцене в течение примерно 23,6 миллионов лет, с 30,8 по 7,2 миллиона лет назад. Обитали на территории Северной Америки и Евразии.

## Таксиномия
Pogonodon были описаны Эдвардом Копом (1880). Adams (1896) и Macdonald (1970) считали их синонимом Dinictis, а Matthew (1910) синонимом Nimravus.

## Оценка массы тела
Legendre и Roth оценили прижизненную массу одного из образцов в 31,2 кг.

## Виды
- Pogonodon eileenae
- Pogonodon platycopis